# Caccobius cyclotis
Caccobius cyclotis är en skalbaggsart som beskrevs av Yves Cambefort 1984. Caccobius cyclotis ingår i släktet Caccobius och familjen bladhorningar. Inga underarter finns listade.